# Monochelus litigiosus
Monochelus litigiosus är en skalbaggsart som beskrevs av Louis Albert Péringuey 1902. Monochelus litigiosus ingår i släktet Monochelus och familjen Melolonthidae. Inga underarter finns listade i Catalogue of Life.